# Ju-jitsu aux Jeux mondiaux de 2009
Navigation
Duisburg 2005 Cali 2013
Les épreuves de Ju-Jitsu des Jeux mondiaux de 2009 ont lieu du 21 juillet au 22 juillet 2009 au National Sun Yat-Sen University Gymnasium à Kaohsiung (Taïwan).

## Podiums

### Hommes
| Épreuves | Or                               | Argent                                         | Bronze                                |
| -------- | -------------------------------- | ---------------------------------------------- | ------------------------------------- |
| −69 kg   | France Julien Boussuge           | Danemark Mathias Brix Willard                  | Russie Fedor Serov                    |
| −77 kg   | Russie Igor Rudnev               | Allemagne Mario Staller                        | France Percy Kunsa Bi Aku             |
| −85 kg   | Allemagne Andreas Kuhl           | Russie Dmitriy Nobolsin                        | Autriche Matthias Gastgeb             |
| −94 kg   | Pays-Bas Rob Haans               | Russie Sergey Kunashov                         | France Vincent Parisi                 |
| Double   | Suisse Remo Müller Pascal Müller | Allemagne Richard Hohenacker Juri Hatzenbühler | France Aurélien Dubois Jordane Dubois |

### Femmes
| Épreuves | Or                                   | Argent                             | Bronze                                 |
| -------- | ------------------------------------ | ---------------------------------- | -------------------------------------- |
| −55 kg   | France Annabelle Reydy               | Taipei chinois Li Chingtyi         | Kazakhstan Aizhan Kukuzova             |
| −62 kg   | Allemagne Sabrina Hatzky             | Taipei chinois Yang Hsientzu       | Pays-Bas Irene Baars                   |
| −70 kg   | France Mélanie Lavis                 | Pays-Bas Lindsay Wyatt             | Allemagne Sonja Kinz                   |
| Double   | Autriche Maria Schreil Marion Tremel | Italie Sara Paganini Linda Ragazzi | France Patricia Floquet Isabelle Bacon |

### Mixtes
| Épreuves | Or                                           | Argent                           | Bronze                             |
| -------- | -------------------------------------------- | -------------------------------- | ---------------------------------- |
| Double   | France Aurore Bouhier Besoulle Nicolas Perea | Suisse Joelle Kempf David Wernli | Belgique Wendy Driesen Yazid Dalaa |

## Tableau des médailles
| Rang | Nation | Or | Argent | Bronze | Total |
| ---- | ------ | -- | ------ | ------ | ----- |